# Džihad
Džihad (slovensko boj, trud) je verska dolžnost islamskih vernikov.
Džihad v islamu pomeni bodisi osebni napor za moralno in versko izboljšanje, bodisi, manj pogosto, sveto vojno.

## Značilnosti
Izboljšanje ne sme škodovati drugim, saj vključuje tudi načelo strpnosti do pripadnikom ver, ki so omenjene v koranu: (kristjani, judje). Oseba, ki sledi džihadu se imenuje mudžahid. V Koranu beseda džihad v večini primerov pomeni vojskovanje. Ali Koran zapoveduje samo obrambno vojskovanje ali vsesplošno vojno proti ne-muslimanom ni jasno in je odvisno od razlage. Ker izrecno ne navaja, da so se muslimani dolžni vojskovati, se razlage največkrat ne nanašajo na vojaško etiko in ne namigujejo na vojskovanje.
V klasični Islamski sodni praksi se izraz džihad povezuje s širjenjem in obrambe islamskega ozemlja. Kasneje v času kolonizacije (veliko koloniziranje tudi islamskega sveta) je vidik džihada predvsem ne-militanten, danes pa večina muslimanov odobrava samo teritorialno obrambo islamskega ozemlja in zaščito verske svobode.
Suniti gledajo na džihad iz štirih zornih kotov. Poznamo džihad srca (bojevanje proti hudiču in zlu v sebi – greater jihad), džihad jezika (oznanjanje resnice-Islama po svetu), džihad roke (odločati se kaj je prav, in bojevati se proti krivicam z dejanji) in džihad meča (oborožen boj za Islam oziroma sveta vojna). Nekateri sunitski učenjaki imenujejo dolžnost džihada tudi 6. steber islama, čeprav uradno nima takega statusa. 
Šiitski pogled pa je bolj osredotočen na bojevanje znotraj človeka. Omenjajo tudi zunanje vojne a poudarjajo da je lahko bitka in vojna dobljena samo znotraj posameznega muslimana.
Tako razločujemo več vrst džihadov:
- gradbeniški džihad,
- medicinski džihad ...

V pravnem (in najbolj poznanem) pogledu pa džihad predstavlja vojaške akcije za širjenje in obrambo islama.